# Malayathele ulu
Espèce
Malayathele ulu est une espèce d'araignées mygalomorphes de la famille des Euagridae.

## Distribution
Cette espèce est endémique de Malaisie. Elle se rencontre au Perak et au Pahang.

## Description
Le mâle holotype mesure 3,06 mm et la femelle paratype 4,43 mm.

## Étymologie
Son nom d'espèce lui a été donné en référence au lieu de sa découverte, Ulu Groh.

## Publication originale
- Schwendinger, Lehmann-Graber, Hongpadharakiree & Syuhadah, 2020 : « New euagrid spider species from Thailand and Malaysia, and new localities of Leptothele bencha (Arachnida: Araneae). » Revue Suisse de Zoologie, vol. 127, no 2, p. 423-453.